# عبد الله السيد
الدكتور عبد الله السيد (1941 - 22 يوليو 2022) نحات سوري.

## عنه
ولد في عام 1941، في مدينة مصياف في سورية. وانضم في عام 1965 إلى كلية الآداب، قسم الفلسفة والدراسات الاجتماعية في جامعة دمشق، وتخرج من كلية الفنون الجميلة في دمشق، قسم النحت في عام 1971. نال دبلوم الدراسات المعمقة بعلم الجمال D.E.A في باريس في فرنسا في عام 1977. ثم حاز على دبلوم عالي (معادل للدكتوراه) في النحت النصبي من المدرسة الوطنية العليا للفنون الجميلة في نفس المدينة في عام 1980.

## الحياة العملية
عمل أستاذاً في كلية الفنون الجميلة، رئيساً لقسم النحت، باحثاً جمالياً في الفنون السورية، أستاذاً لعلم الجمال والنقد للدراسات العليا، عضواً في لجان التحكيم والإشراف على المهرجانات الفنية والنصب التذكارية، عضواً في المجلس التنفيذي لنقابة الفنون الجميلة، رئيساً تحرير مجلة الحياة التشكيلية، عضواً في لجنة الفنون في المجلس الأعلى لرعاية الآداب والفنون والعلوم الاجتماعية.

## أعماله
نفذ الكثير من النصب التذكارية والتماثيل في العديد من المدن السورية، أشهرها نصب صلاح الدين الأيوبي في مدينة دمشق 1992، ونصب الشهداء بدرعا 1990، ونصب العيد الفضي بدرعا 1995، ونفذ نصب سفينة نوح الدمشقي في مدينة دالاس ـ الولايات المتحدة الأمريكية عام 2001.

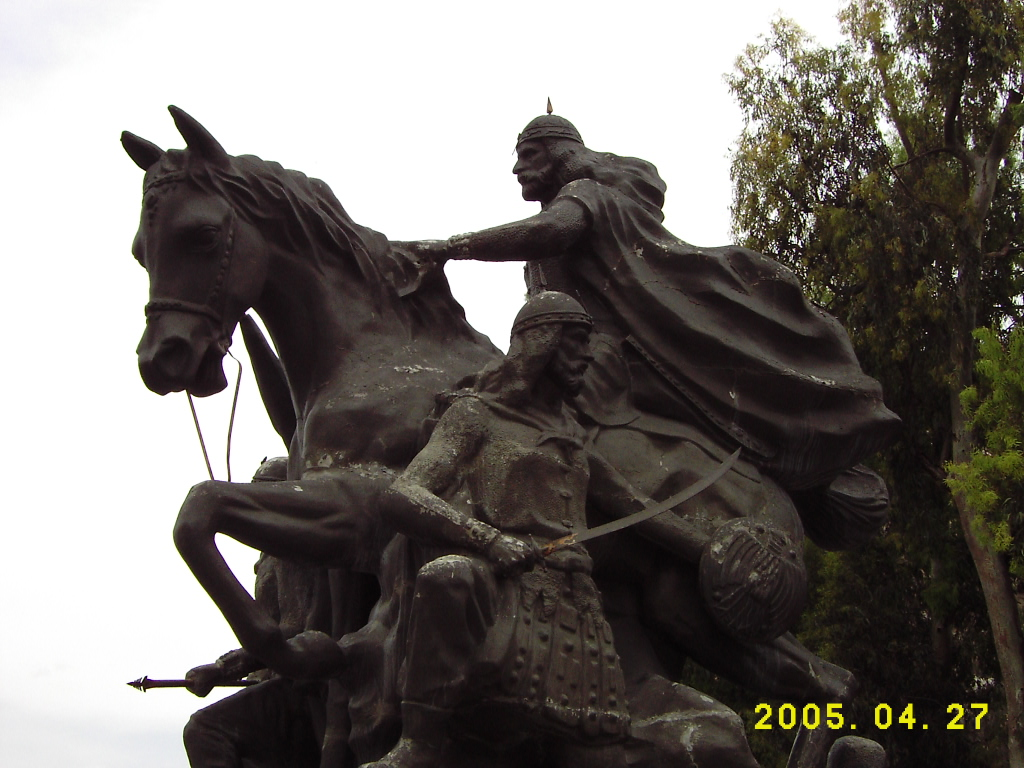

له العديد من الأبحاث المنشورة في الدوريات الفكرية والفنية عن الفن التشكيلي السوري وعلم الجمال وتاريخ الفن.

## الجوائز
- الجائزة الأولى لمسابقة نصب الشاعر أبي تمام - بجاسم (محافظة درعا).
- الجائزة الأولى لمسابقة نصب الشهداء بدرعا.
- الجائزة الثانية (الأولى حجبت) لمسابقة صلاح الدين الأيوبي بدمشق.
- الجائزة الكبرى لبينالي المحبة في اللاذقية عام 2001.